# Raul Quiros

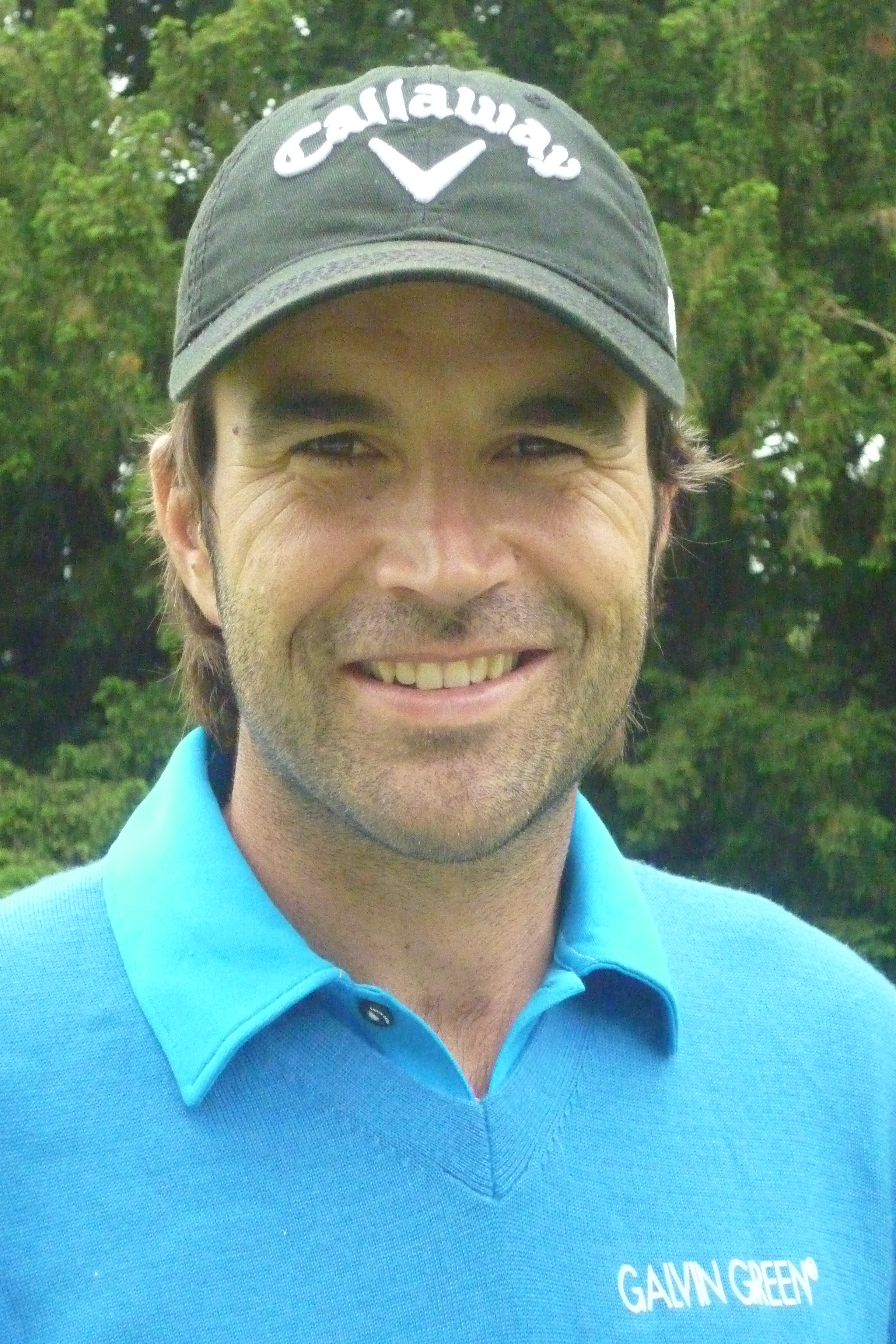
Telenet Trophy 2012

Raul Quiros (Marbella, 31 juli 1979) is een Spaans professioneel golfer. Hij speelt op de Europese Challenge Tour en de Alps Tour.
Raul Quiros werd in 1998 professional. Hij is verbonden aan de Benahavís Golf Club.
Op de Tourschool haalde hij in 2009 de Final Stage, dus kreeg hij een spelerskaart voor de Challenge Tour van 2010 en enkele uitnodigingen voor de Europese Tour. Op de Challenge Tour haalde hij een 18de plaats op het Spaanse Challenge Open van 2010 en op de Europese Tour werd hij 35ste bij de Vivendi Cup. In 2013 speelde hij zeven toernooien op de Challenge Tour, won hij twee toernooien op de Alps Tour en een toernooi op de Gecko Pro Tour.

## Gewonnen
Alps Tour
- 2013: Alps de las Castillas (-6), Open de Saint François - Région Guadeloupe po (-8)

Gecko Pro Tour
- 2013: Torrequebrada Golf Club (131, -13)

## Ranking
| Jaar           | 2012 | 2013 | 2014 |
| -------------- | ---- | ---- | ---- |
| Challenge Tour | 118  | 110  |      |
| Europese Tour  | 276  | 259  |      |